# Гай Антисций Вет (консул 50 г.)
Вижте пояснителната страница за други личности с името Гай Антисций Вет.
Гай Антисций Вет (на латински: Gaius Antistius Vetus) e политик и сенатор на Римската империя през 1 век.
Той е син на Гай Антисций Вет (консул 23 г.) и Сулпиция, дъщеря на Квинт Сулпиций Камерин (консул 9 г.). Брат е на Камерин Антисций Вет (суфектконсул 46 г.) и вероятно на Луций Антисций Вет (консул 55 г.).
Вет е патриций и през 36 г. става salius Palatinus. През 50 г. става редовен консул заедно с Марк Суилий Нерулин. Преди е идентифициран фалшиво със суфектконсула от 46 г., Камерин Антисций Вет.
Вет е вероятно баща на Гай Антисций Вет (консул 96 г.).